# Труд (стадион, Махачкала)
Стадион «Труд» — стадион в Махачкале, домашний стадион команды «Динамо-2» (Махачкала).

## История
В 1990-е годы на территории стадиона располагался вещевой рынок. На реконструкцию стадиона не было денег. В апреле 2013 года Президент Республики Дагестан Рамазан Абдулатипов дал поручение в кратчайшее время снова открыть его. 15 сентября 2013 года в День единства народов Дагестана Рамазан Абдулатипов принял участие в торжественной церемонии открытия стадиона. Для занятия спортом горожанам стадион открывается в специальное время: утром с 06:00 до 09:00, вечером с 19:30 до 22:00. 31 мая 2017 года постановлению Правительства Республики Дагестан стадион «Труд» переименован в стадион имени олимпийской чемпионки Елены Исинбаевой (ГКУ РД «Стадион им. Е. Исинбаевой»). На стадионе в разное время играли: «Темп», молодёжная команда «Анжи», клуб «Махачкала», также несколько матчей на нём провёла и основная команда «Анжи» в начале становления. Первую часть сезона Второй лиги с августа по ноябрь 2022 года стадион был домашним для клуба «Легион». В 2023 году стадион был реконструирован, появилось новое мультимедийное табло, вместо прежнего покрытия был постелен новый искусственный газон последнего поколения, обновлены трибуны арены. 5 июня 2023 года стадион был открыт для посещения горожанам, утром с 06:00 до 09:00, вечером с 20:30 до 22:00.
С сезона 2023/2024 года стадион домашний для махачкалинского «Динамо» и его дублирующей команды «Динамо-2».
В апреле 2024 года стало известно, что при капитальном ремонте стадиона похищено около 4,5 млн рублей, было возбуждено уголовное дело о мошенничестве по статье 159 УК РФ.

### Переименование в 2023 году
18 июля 2023 года Глава Дагестана Сергей Меликов поручил проработать вопрос с переименованием стадиона, названного в честь Елены Исинбаевой, в связи с её комментариями о том, что её служба в рядах Вооружённых сил России была формальной, обязательства перед ними и другими органами безопасности отсутствуют, в связи с чем она является членом Международного олимпийского комитета, и, кроме того, не поддерживает военные действия на Украине. Меликов заявил, что в её честь «пусть назовут какой-нибудь спортзал в Испании, которую она предпочла России».
18 августа 2023 года стадион им. Елены Исинбаевой переименовали в стадион «Труд», вернув прежнее название. 23 августа 2023 года на арке перед центральным входом на территорию арены начался демонтаж прежнего названия.